# ArtLine Engineering
ArtLine Engineering is een autosportteam uit Rusland dat ook een basis heeft in Duitsland. Het team werd in 1998 opgericht door engineer en voormalig autocoureur Sjota Abchazava als Pilot F3 Engineering. In Oost-Europa is ArtLine het enige team dat Formule 3-wagens produceert.

## Geschiedenis
Pilot F3 begon haar deelname aan het Russische Formule 3-kampioenschap in 1999, waarbij Fabio Babini tweede werd in het kampioenschap. In 2000 werd de naam veranderd naar ArtLine eindigde Maurizio Mediani op de gedeelde tweede plaats in dit kampioenschap. In 2001 werd Mediani kampioen met vijf overwinningen, terwijl Enrico Toccacelo ook enkele successen boekte. In 2002 nam het team niet aan alle raceweekenden deel, waardoor Mediani terugviel naar de tweede plaats in het kampioenschap, ondanks drie overwinningen.
In 2003 hield de Russische Formule 3 op te bestaan, waarop ArtLine overstapte naar de Russische Formule 1600. Met Alexander Tyuryumin werd het in deze klasse direct kampioen. In 2004 stapte het team voor één jaar uit het kampioenschap om zich te richten op de ontwikkeling van een eigen chassis, de ArtTech F1605 geheten. Dit chassis werd getest in de Russische Formule Lada, waar het als tweede eindigde in zowel het coureurs- als het teamskampioenschap.

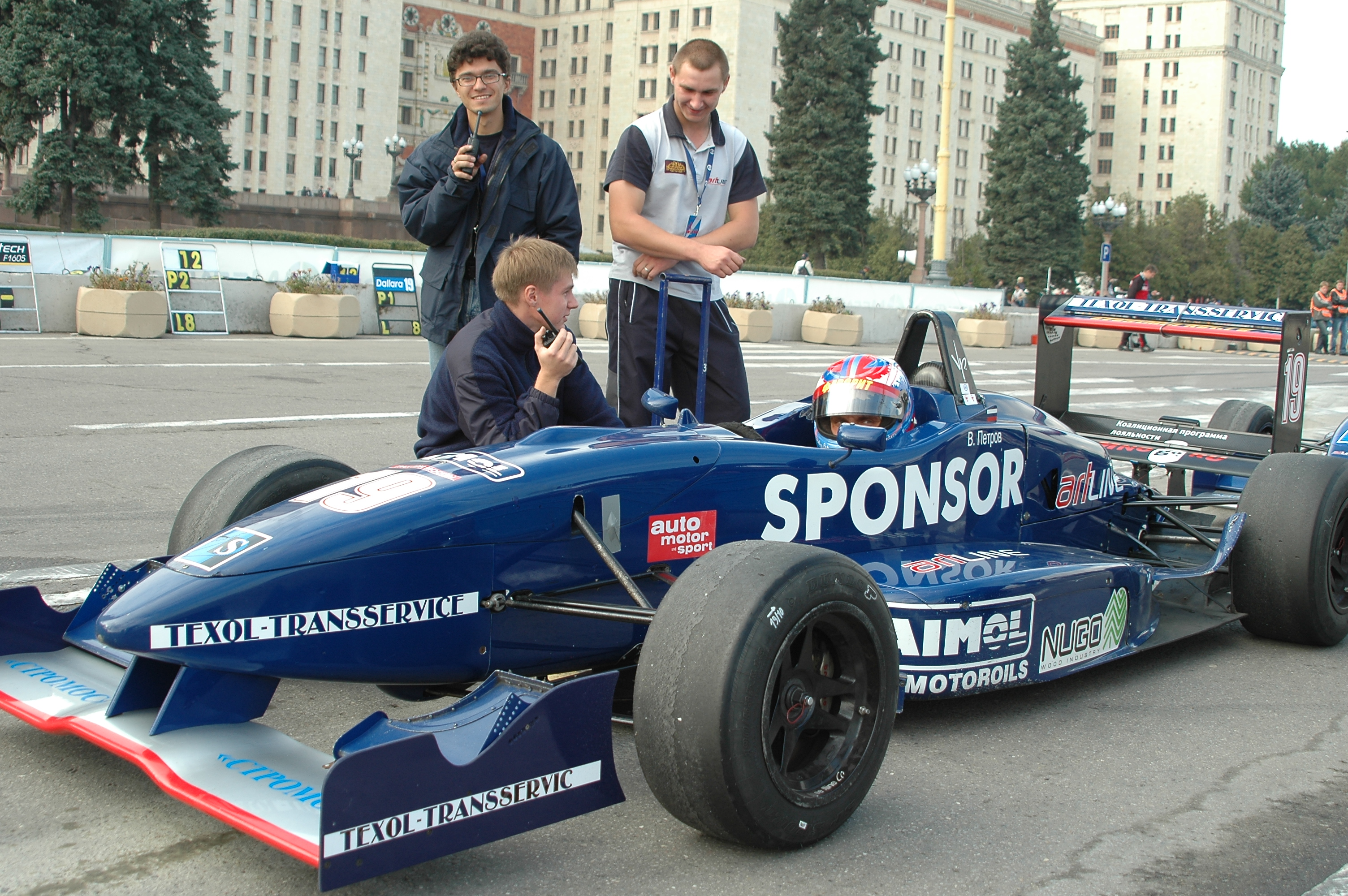
Vitaly Petrov op het tijdelijke stratencircuit van Vorobjovy Gory.

In 2005 debuteerde het chassis van ArtLine in de Russische Formule 1600 en werd met Vitaly Petrov direct kampioen met drie overwinningen. Daniil Move was testcoureur voor het team. In 2006 leverde het team ook ArtTechs aan andere teams en Lukoil Racing werd kampioen met Ivan Samarin. In 2007 herhaalde hij dit met het fabrieksteam van ArtTech en behaalde dat jaar vijf overwinningen op weg naar de titel. Na dit jaar werd de Russische Formule 1600 voor één jaar vervangen door de hernieuwde Russische Formule 3, waarin het met Vladimir Semyonov kampioen werd.

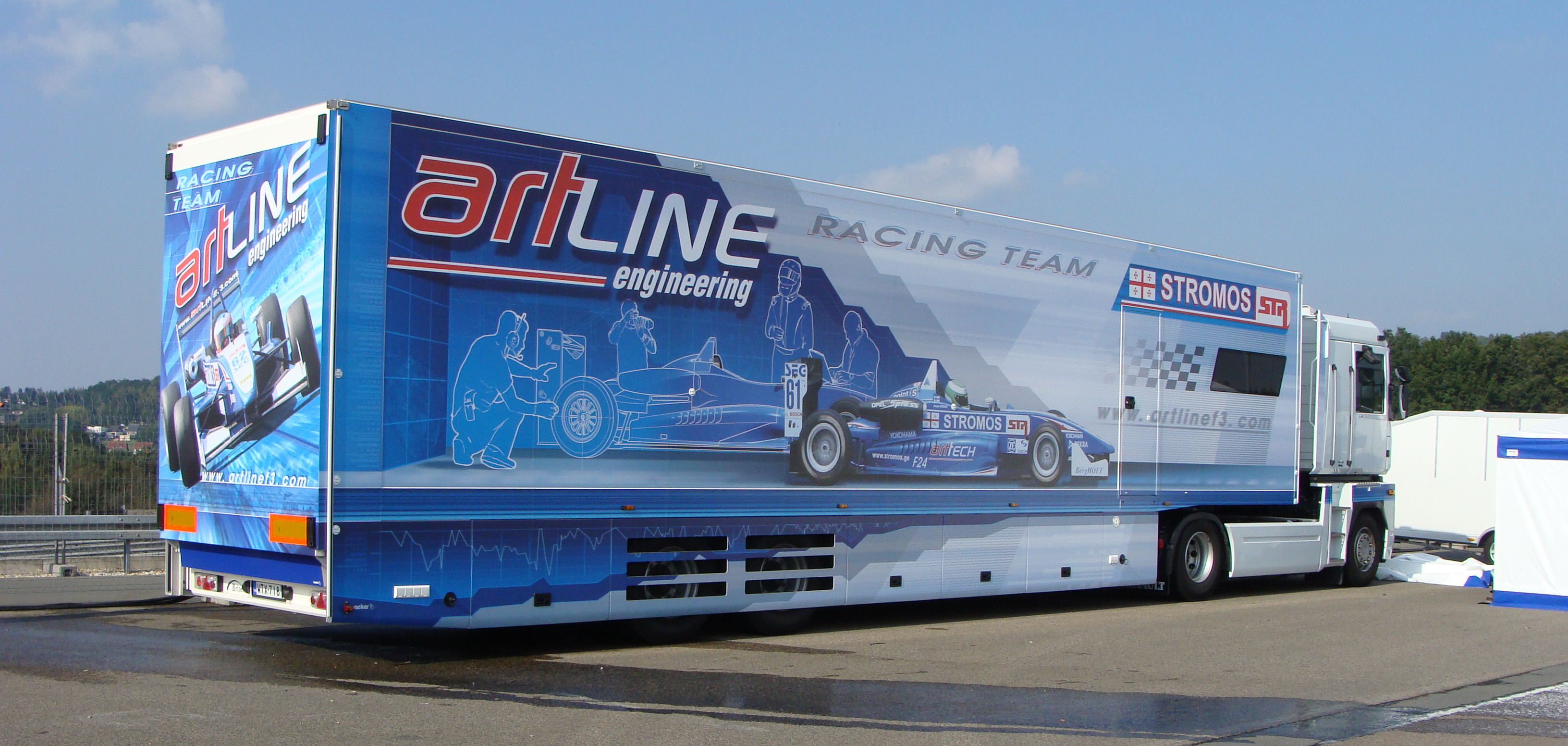
Motorhome van het team in Duitsland, 2009.

In 2009 reed ArtLine voor het eerst races buiten Rusland met een overstap naar het Duitse Formule 3-kampioenschap, waar het deelnam aan de Trophy-klasse. Ook hier gebruikte het team het eigen chassis. Sergey Chukanov was de vaste coureur van het team, waar de tweede auto gedeeld werd tussen Viktor Shaitar, Dominik Schraml en Jesse Krohn. Chukanov won 14 van de 18 races en werd kampioen, terwijl hij in het hoofdkampioenschap als dertiende eindigde met vier puntenfinishes. Ook Krohn won drie races in de Trophy-klasse, maar omdat hij niet alle races reed, werd hij vijfde in de eindstand.
In 2010 nam ArtLine met een Finse licentie deel aan de Duitse Formule 3, waarbij Alexey Karachev en Riccardo Brutschin de vaste coureurs waren, terwijl de derde auto werd gedeeld tussen Aleksi Tuukkanen, Daniel Aho en Mikhail Aleshin. Brutschin won 12 van de 18 races en werd kampioen, ondanks zijn overstap naar het hoofdkampioenschap tijdens het laatste raceweekend. Ook Karachev won één race en eindigde als tweede. Tuukkanen en Aho wonnen allebei twee races, maar omdat zij niet het gehele seizoen deelnamen eindigden zij als zesde en zevende in de rangschikking.
In 2011 stelde ArtLine de ontwikkeling van een nieuw chassis als de belangrijkste prioriteit, waardoor het enkele races van de Duitse Formule 3 moest missen. Het team zette hiervoor meerdere testcoureurs in in dit kampioenschap, namelijk Aleshin, Aho, Tom Dillmann en Samarin, die de plaatsen drie tot zes in de Trophy-klasse bezetten.
Na 2011 werd weinig meer van het team vernomen, tot het in december 2014 aankondigde opnieuw een nieuw chassis te gaan bouwen om in 2015 deel te nemen aan zowel het Duitse als het Europees Formule 3-kampioenschap. Doordat het Duitse kampioenschap stopgezet werd ging dit niet door, maar het team nam wel deel aan de laatste twee raceweekenden van het Europese kampioenschap, met Harald Schlegelmilch en Marvin Dienst als coureurs. De auto's eindigden op zowel de Nürburgring als de Hockenheimring achter in het veld.